# Рейнланд-Пфальц
Ре́йнланд-Пфальц (нем. Rheinland-Pfalz, произношениео файле, пфальц. Rhoilond-Palz) — земля в юго-западной части Германии. Столица — город Майнц.

## География

### Положение
Земля Рейнланд-Пфальц расположена на западе Германии и граничит с федеральными землями Северный Рейн-Вестфалия, Гессен, Саар, Баден-Вюртемберг, а также с Бельгией, Францией и Люксембургом.

### Леса
Рейнланд-Пфальц является одной из самых лесистых земель в Германии, так как леса занимают около 42 процентов всей территории.

### Водные ресурсы
Через Рейнланд-Пфальц протекают Рейн, Мозель, Саар и Лан. Кроме крупных рек есть также большое количество более мелких рек — Наэ, Зауер (Sauer), Оур (Our), Глан (Glan), Зиг, Вальдлаутер (Waldlauter), Вислаутер (Wieslauter), Ваисбах-Белый ручей (Wiesbach), Оттербах (Otterbach), Эрленбах (Erlenbach), Михельсбах (Michelsbach), Пфримм (Pfrimm), Ханенбах (Hahnenbach), Зиммербах (Simmerbach), Гульденбах (Guldenbach), Эллербах (Ellerbach), Ар (Ahr), Прюм (Prüm), Энц (Enz), Нимс (Nims), Шварцбах (Schwarzbach), Хорнбах (Hornbach), Киль (Kyll), Дрон (Dhron), Лизер (Lieser), Альф (Alf), Вид (Wied), Зельц (Selz), Нистер (Nister), Аар (Aar).
Самым большим озером Рейнланд-Пфальца является Лаахское озеро, расположенное недалеко от Кобленца.

## История
Земля Рейнланд-Пфальц была образована 30 августа 1946 года в соответствии с приказом № 57 главнокомандующего французскими оккупационными силами генерала Пьера Кёнига из нескольких совершенно разных частей — Баварского Пфальца, прусских прирейнских провинций Кобленц и Трир, четырёх округов бывшей прусской провинции Гессен-Нассау и леворейнской части Гессена. Данное объединение отражено на гербе земли: красный георгиевский крест Кобленца, пфальцский золотой лев на чёрном фоне и герб Майнца в виде колеса. 30 августа также была образована совместная комиссия по разработке конституции земли. 17 ноября прошли первые косвенные выборы в «предпарламент» земли, состоящий из 127 членов.
2 декабря 1946 года начались переговоры о создании правительства земли Рейнланд-Пфальц, инициатором которых стал доктор Вильгельм Боден, обер-президент провинции Рейнланд-Гессен-Нассау. Правительство состояло из 8 министров и премьер-министра. Среди министров пятеро принадлежало к Христианско-демократическому союзу, двое — к Социал-демократической партии и один — к Коммунистической партии.
25 апреля 1947 года был принят проект конституции земли Рейнланд-Пфальц, предложенный Адольфом Зюстерхеном. 18 мая по новой конституции земли прошли первые общенародные выборы в парламент, в которых приняло участие 77,7 % избирателей. В первом парламенте места распределились следующим образом:
| Христианско-демократический союз (CDU)       | 48 мест  |
| Социал-демократическая партия Германии (SPD) | 34 места |
| Коммунистическая партия Германии             | 8 мест   |
| Либерально-демократическая партия (LDP)*     | 7 мест   |
| Социальный народный союз (SV)*               | 4 места  |

*11 декабря 1948 года фракции LDP и SV объединились во фракцию FDP — Свободной демократической партии Германии.
Открытие первого заседания парламента произошло 4 июня в большом зале ратуши Кобленца. 9 июля премьер-министр Вильгельм Боден подал в отставку. Новым премьер-министром был избран Петер Альтмейер, сохранявший свой пост до 19 мая 1969 года.

## Государственный строй
Законодательный орган — Ландтаг Рейнланд-Пфальца, избираемый населением, исполнительный орган — Земельное Правительство Рейнланд-Пфальца (Landesregierung von Rheinland-Pfalz), избираемое ландтагом, состоящие из Премьер-Министра земли Рейнланд-Пфальц (Ministerpräsidenten des Landes Rheinland-Pfalz) и министров земли Рейнланд-Пфальц, орган конституционного надзора — Конституционный суд Рейнланд-Пфальца (Verfassungsgerichtshof Rheinland-Pfalz), высшие судебные инстанции — Пфальцский высший земельный суд (Pfälzisches Oberlandesgericht) и Высший земельный суд Кобленца (Oberlandesgericht Koblenz), высшая судебная инстанция административной юстиции — Высший административный суд Рейнланд-Пфальца.
| Вильгельм Боден          | 02.12.1946 — 09.07.1947 |
| Петер Альтмейер (ХДС)    | 09.07.1947 — 19.05.1969 |
| Гельмут Коль (ХДС)       | 19.05.1969 — 02.12.1976 |
| Бернхард Фогель (ХДС)    | 02.12.1976 — 08.12.1988 |
| Карл-Людвиг Вагнер (ХДС) | 08.12.1988 — 21.05.1991 |
| Рудольф Шарпинг (СДПГ)   | 21.05.1991 —15.10.1994  |
| Курт Бек (СДПГ)          | 20.10.1994 — 16.01.2013 |
| Малу Драйер (СДПГ)       | с 16.01.2013            |

## Административное деление
Территория земли Рейнланд-Пфальц делится на районы (нем. Landkreis) и внерайонные (приравненные к районам) города (нем. Kreisfreie Stadt). Районы в свою очередь делятся на города (нем. Stadt) и общины (нем. Gemeinde), крупные города на местные округа (нем. Ortsbezirk).

### Районы и внерайонные города

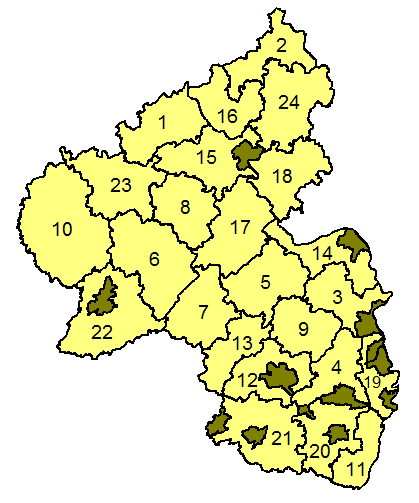
Районы

- Районы (Landkreise):

1. Арвайлер, нем. Ahrweiler (AW)
2. Альтенкирхен, нем. Altenkirchen (AK)
3. Альцай-Вормс, нем. Alzey-Worms (AZ)
4. Бад-Дюркхайм, нем. Bad Dürkheim (DÜW)
5. Бад-Кройцнах, нем. Bad Kreuznach (KH)
6. Бернкастель-Виттлих, нем. Bernkastel-Wittlich (WIL)
7. Биркенфельд, нем. Birkenfeld (BIR)
8. Кохем-Целль, нем. Cochem-Zell (COC)
9. Рейнланд - Пфальц, административное делениеДоннерсберг, нем. Donnersbergkreis (KIB)
10. Айфель Битбург-Прюм, нем. Eifelkreis Bitburg-Prüm (BIT)
11. Гермерсхайм нем. Germersheim (GER)
12. Кайзерслаутерн, нем. Kaiserslautern (KL)
13. Кузель, нем. Kusel (KUS)
14. Майнц-Бинген, нем. Mainz-Bingen (MZ)
15. Майен-Кобленц, нем. Mayen-Koblenz (MYK)
16. Нойвид, нем. Neuwied (NR)
17. Рейн-Хунсрюк, нем. Rhein-Hunsrück-Kreis (SIM)
18. Рейн-Лан, нем. Rhein-Lahn-Kreis (EMS)
19. Рейн-Пфальц, нем. Rhein-Pfalz-Kreis (LU)
20. Южный Вайнштрассе, нем. Südliche Weinstraße (SÜW)
21. Юго-западный Пфальц, нем. Südwestpfalz (PS)
22. Трир-Саарбург, нем. Trier-Saarburg (TR)
23. Вульканайфель, нем. Vulkaneifel (DAU)
24. Вестервальд, нем. Westerwaldkreis (WW)

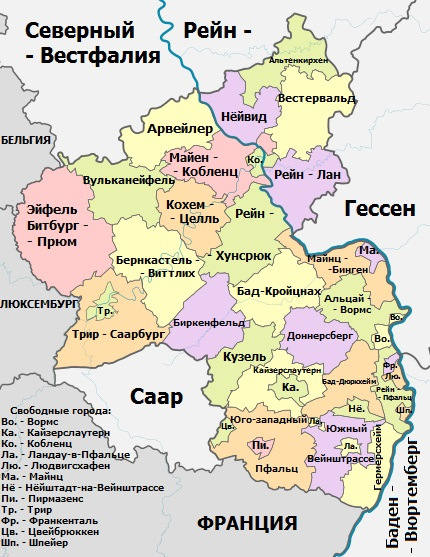
Рейнланд - Пфальц, административное деление

- Города, приравненные к районам (Kreisfreie Städte):

1. Франкенталь, нем. Frankenthal (Pfalz) (FT)
2. Кайзерслаутерн, нем. Kaiserslautern (KL)
3. Кобленц, нем. Koblenz (KO)
4. Ландау-ин-дер-Пфальц, нем. Landau in der Pfalz (LD)
5. Людвигсхафен, нем. Ludwigshafen am Rhein (LU)
6. Майнц, нем. Mainz (MZ)
7. Нойштадт (Вайнштрассе), нем. Neustadt an der Weinstraße (NW)
8. Пирмазенс, нем. Pirmasens (PS)
9. Шпайер, нем. Speyer (SP)
10. Трир, нем. Trier (TR)
11. Вормс, нем. Worms (WO)
12. Цвайбрюккен, нем. Zweibrücken (ZW)

### Округа
С 1968 до 1999 годов Рейнланд-Пфальц делился на три административных округа:
1. Кобленц (Koblenz)
2. Рейнгессен-Пфальц (Rheinhessen-Pfalz)
3. Трир (Trier)

### Местные органы государственной власти
Представительные органы районов — крейстаги (нем. Kreistag), состоящие из ландрата, который ведёт заседания, и членов крейстага (Kreistagsmitglieder), избираемых населением по пропорциональной системе с закрытым списком. Исполнительную власть в районе осуществляет ландрат, избираемый населением, районные комитеты (Kreisausschuss), состоящие из ландрата, районных ассистентов (Kreisbeigeordneter) и членов районного комитета, избираемых крейстагом, и районные правления (Kreisvorstand), состоящие из ландрата и районных ассистентов.
Представительные органы городов — штадтраты (Stadtrat), состоящие из обер-бургомистра (Oberbürgermeister), который ведёт заседания, и членов совета (Ratsmitglied), избираемых населением по пропорциональной системе с закрытым списком, исполнительную власть в городе осуществляет обер-бургомистр, избираемый населением и городские правления (Stadtvorstand), состоящие из обер-бургомистра и ассистентов (Beigeordneter).
Представительные органы общин — гемайндераты (Gemeinderat), состоящие из бургомистра (Bürgermeister), который ведёт заседания, и членов совета (Ratsmitglied), избираемых населением по пропорциональной системе с закрытым списком, исполнительную власть в общине осуществляет бургомистр, избираемый населением.
Представительные органы местных округов — местные советы (Ortsbeirat), исполнительные — местные старосты (Ortsvorsteher).

## Регионы-побратимы
Рейнланд-Пфальц имеет партнерские отношения с:
- Франция: Бургундия
- Польша: Опольское воеводство
- Бельгия: Немецкоязычное сообщество Бельгии
- Чехия: Среднечешский край
- Руанда: Руанда
- США: Южная Каролина
- Китай: Фуцзянь
- Япония: Ивате (префектура).

## Экономика
Центр обучения специалистов газовой отрасли (совместно с ОАО «Газпром»).

## Мировое наследие ЮНЕСКО
В список всемирного культурного наследия ЮНЕСКО в настоящий момент входят четыре достопримечательности земли Рейнланд-Пфальц:
- 1981: Шпайерский собор
- 1986: Римский Трир (Августа Треверорум) с вратами Порта Нигра, амфитеатром, цезарскими термами, базиликой Константина, собором и Либфрауэнкирхе
- 2002: Верхняя часть долины Среднего Рейна между городами Бинген и Кобленц
- 2005: Верхнегерманско-ретийский лимес длиной 550 км между населёнными пунктами Рейнброль и Нойштадт-на-Дунае

## Культура и достопримечательности

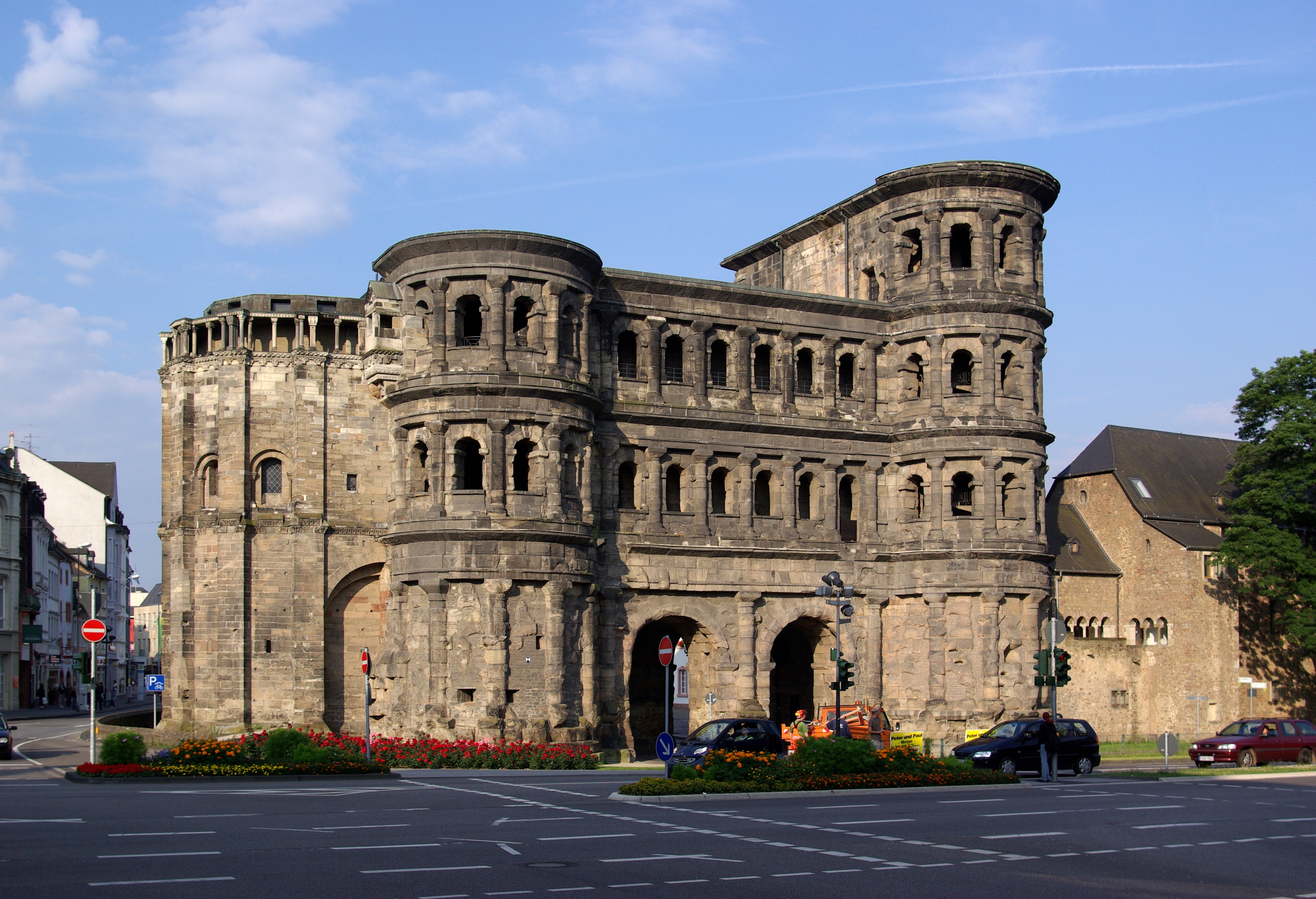
Порта Нигра
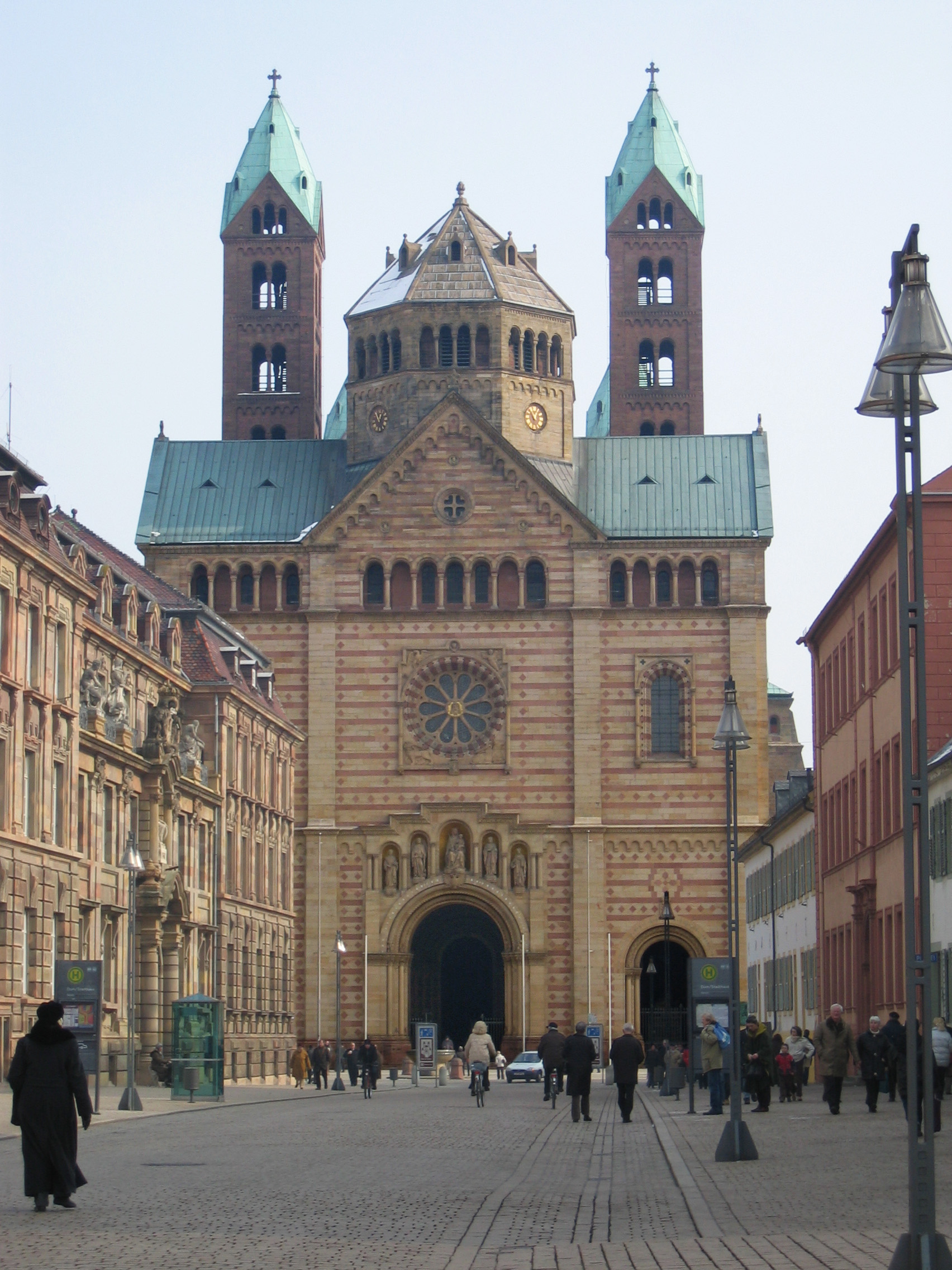
Шпайерский собор
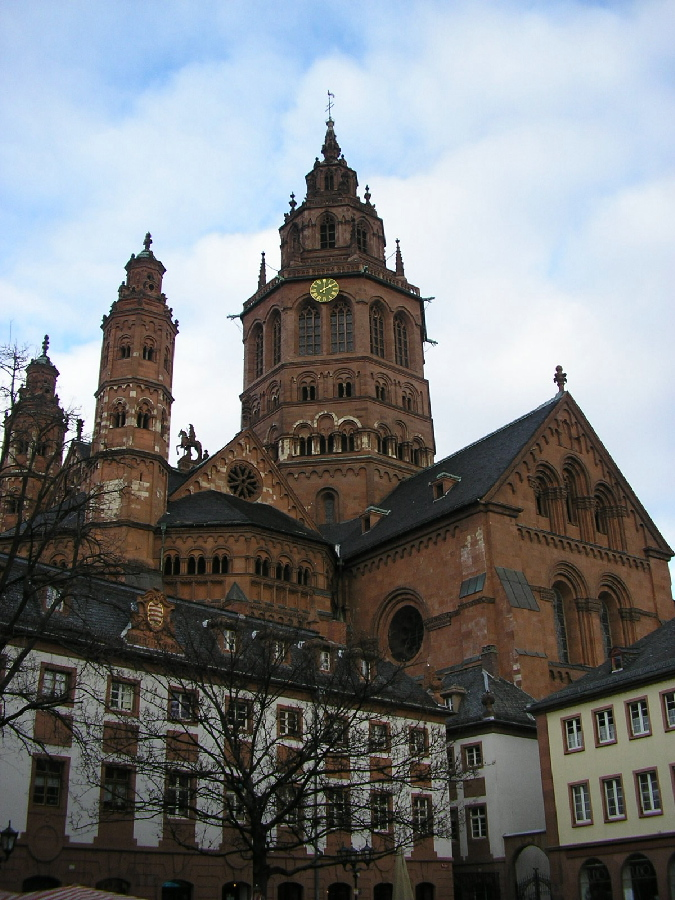
Майнцский собор
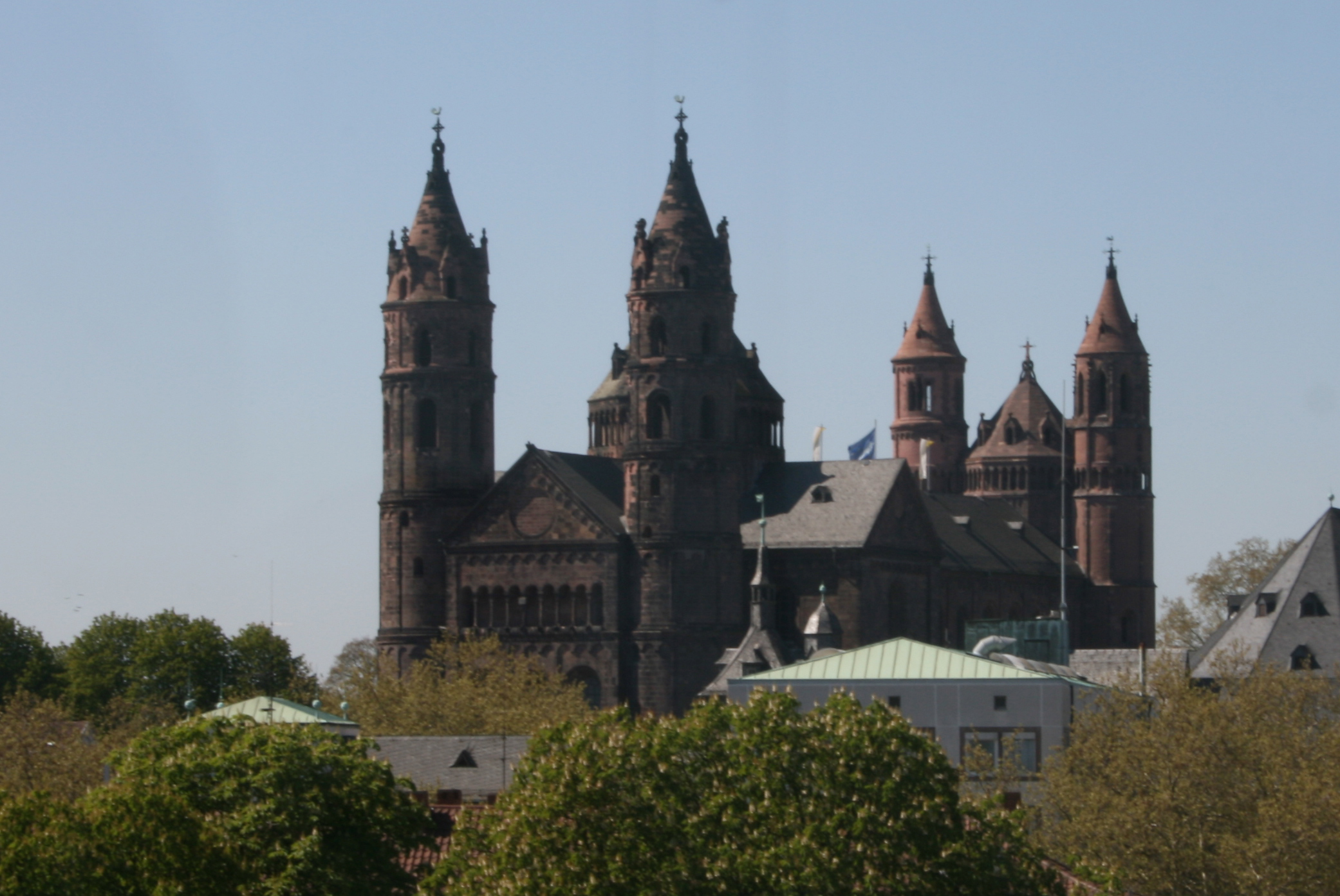
Вормсский собор
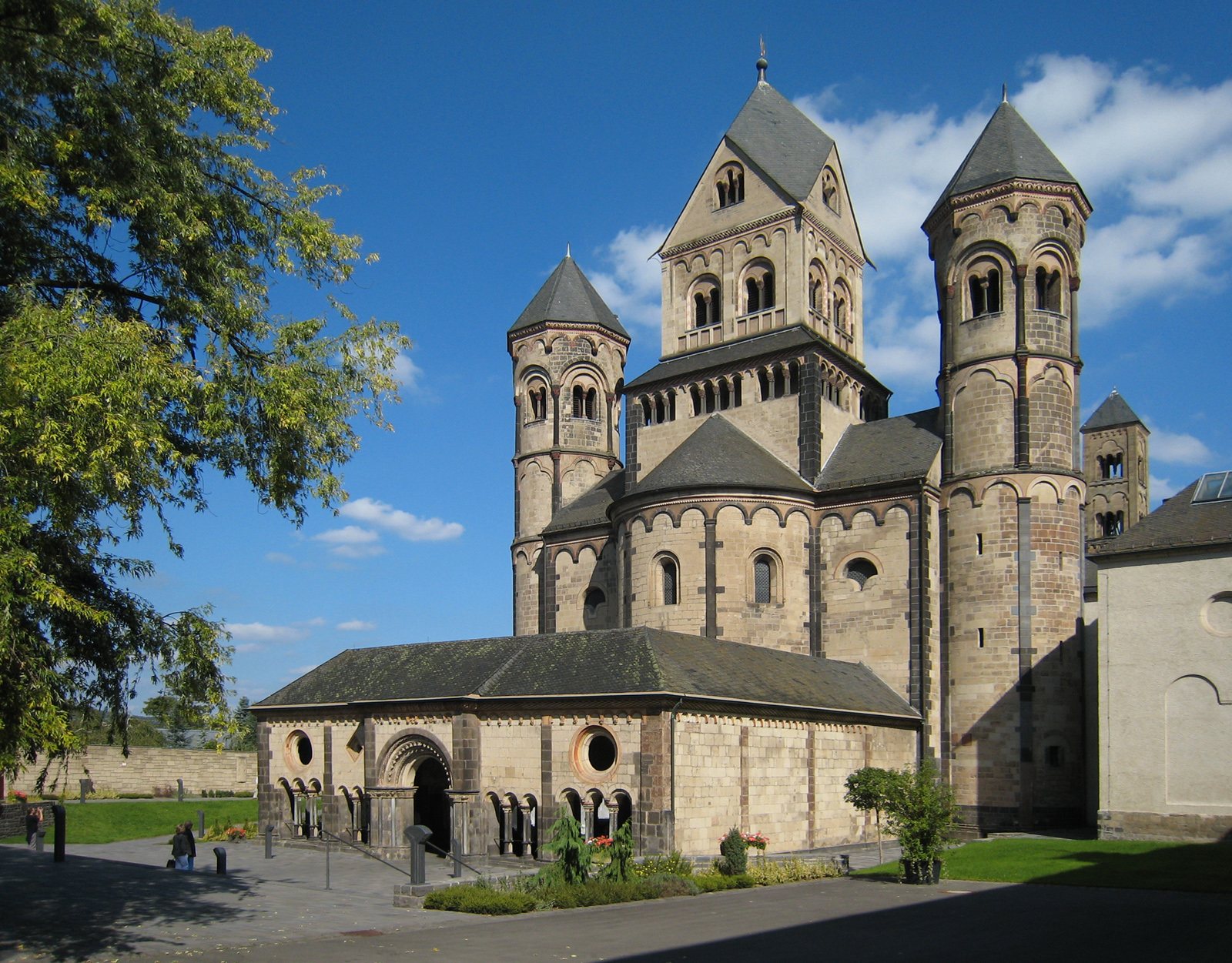
Лаахское аббатство
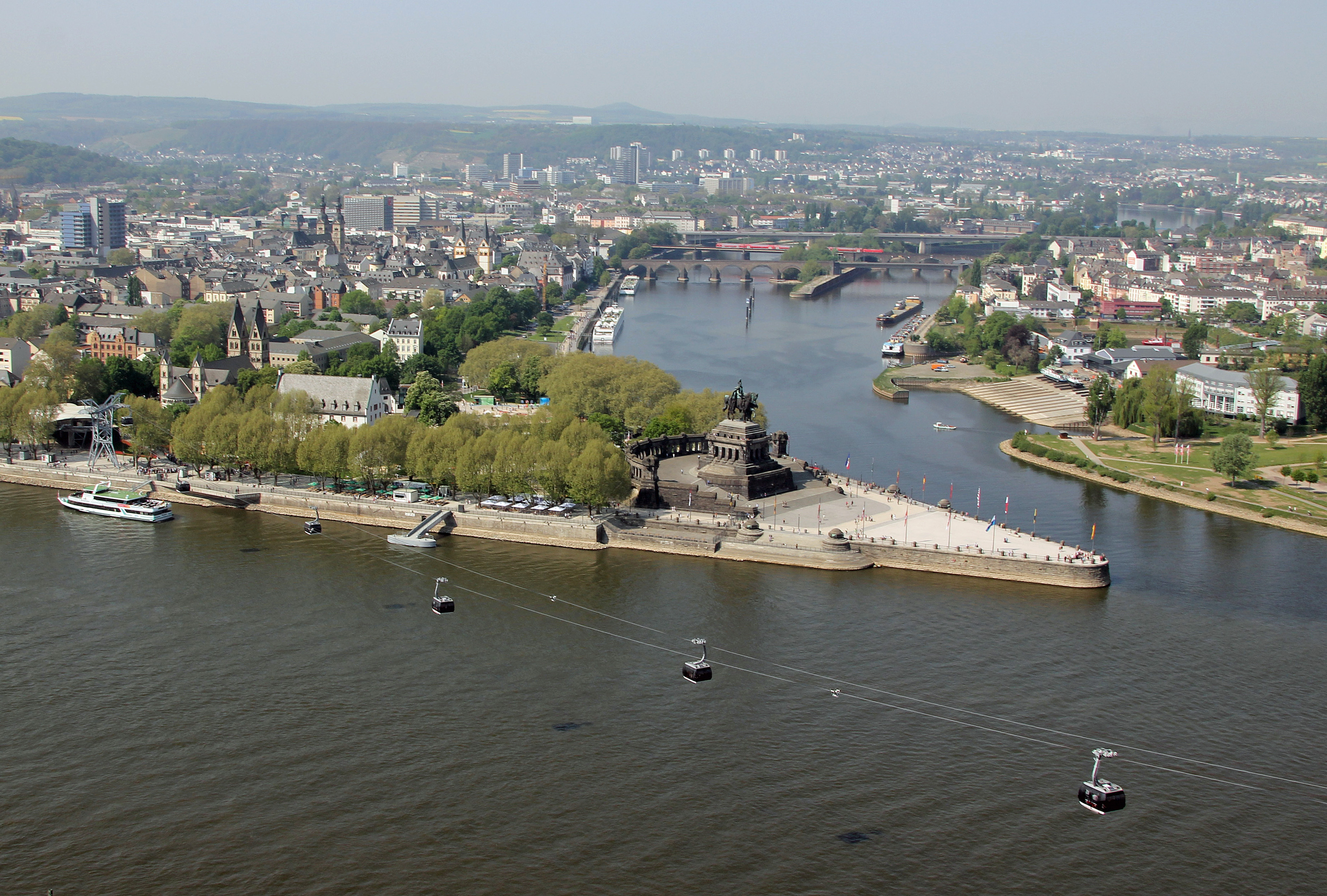
Устье Мозеля и Немецкий угол

### Музеи
- Германский музей обуви
- Фрайнсхаймский музей истории игрушек
- Музей техники в Шпайере

### Парки
- Кайзерслаутернский зоопарк

### Замки и крепости

#### Средний Рейн
Долина Среднего Рейна была магнитом для туристов в течение 200 лет, и сегодня здесь проживает около 450 000 человек. Своим особым внешним видом долина Среднего Рейна обязана, с одной стороны, естественной формой речного ландшафта, с другой стороны, формированию людей. В течение двух тысячелетий Средний Рейн был одним из основных транспортных путей культурного обмена между Средиземноморским регионом и севером Европы. Долина с архитектурными памятниками, засаженными виноградом склонами, тесно стоящими на узких берегах поселениями, и холмами на скалистых мысах считается воплощением романтического пейзажа Рейна. Не в последнюю очередь это вдохновило Генриха Гейне на написание стихотворения о Лорелее.

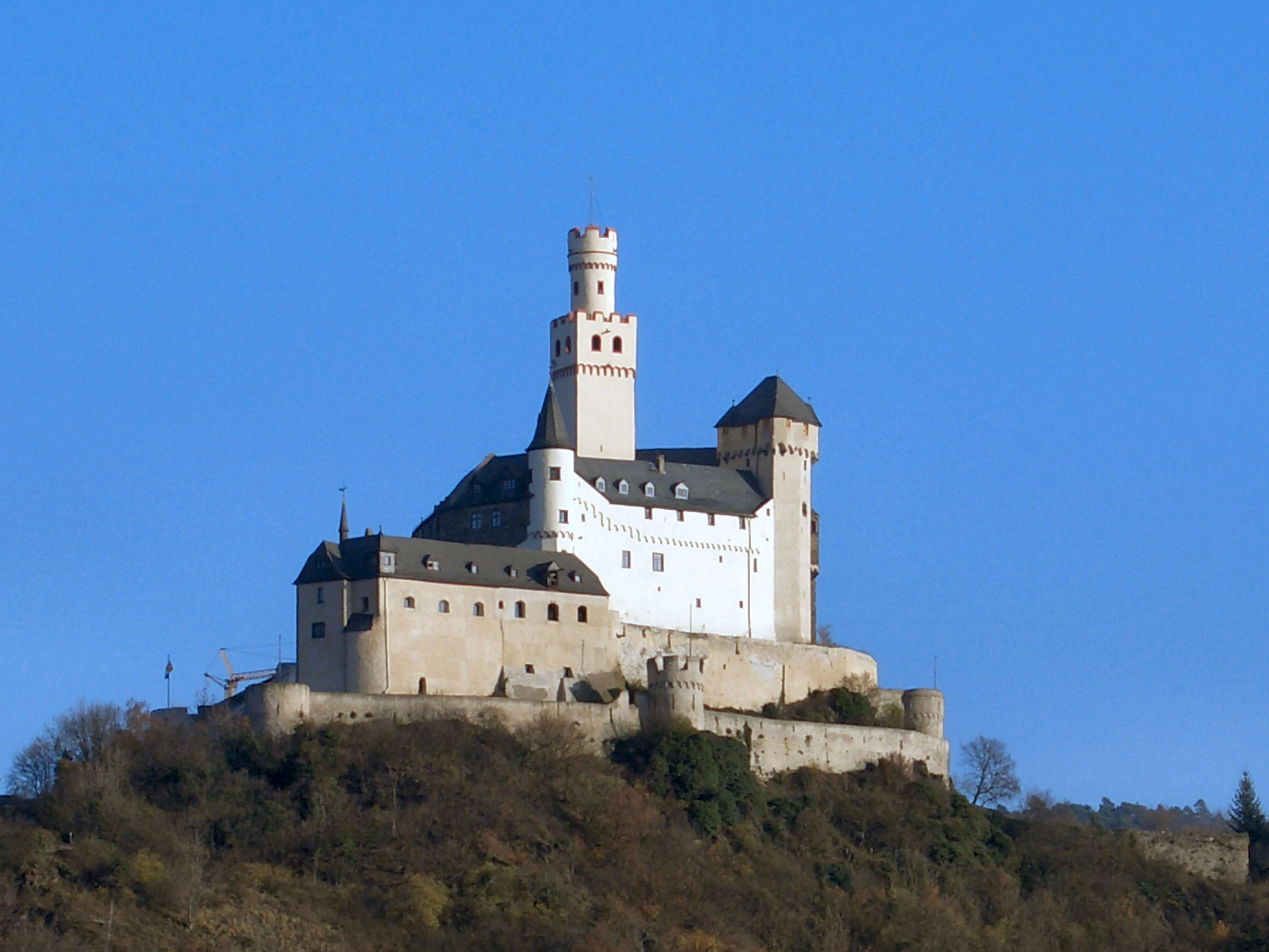
Марксбург
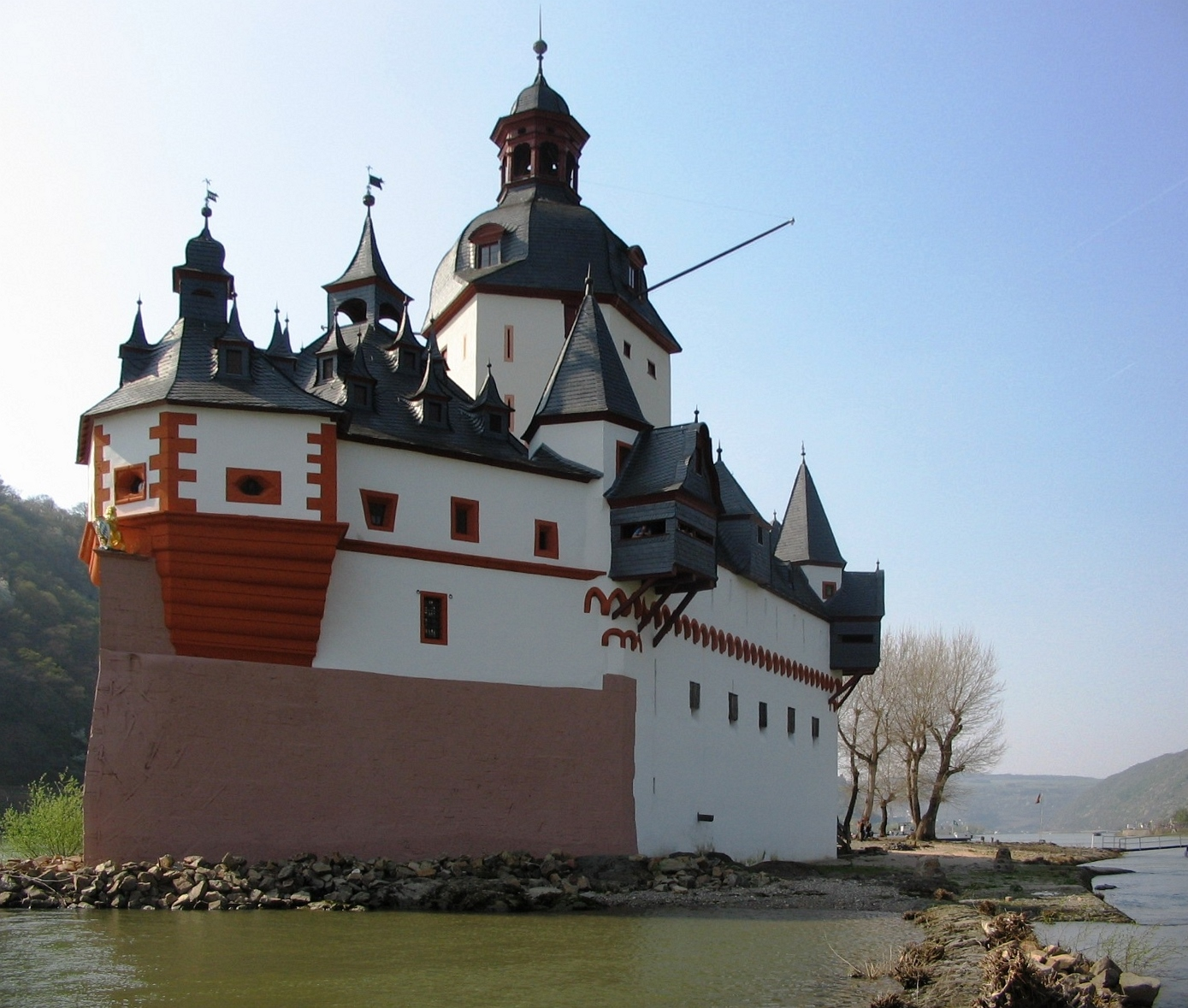
Крепость Пфальцграфенштайн
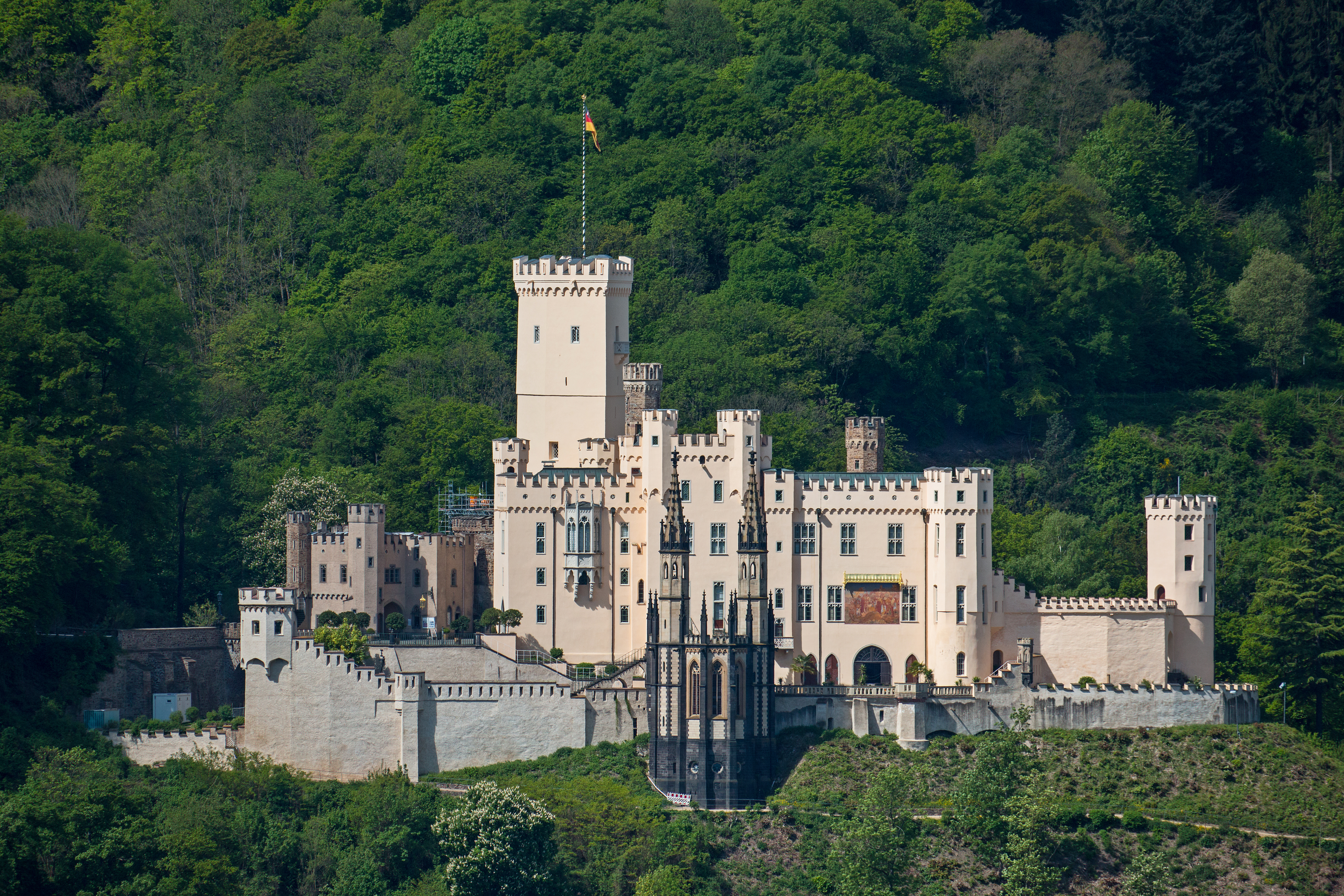
Замок Штольценфельс
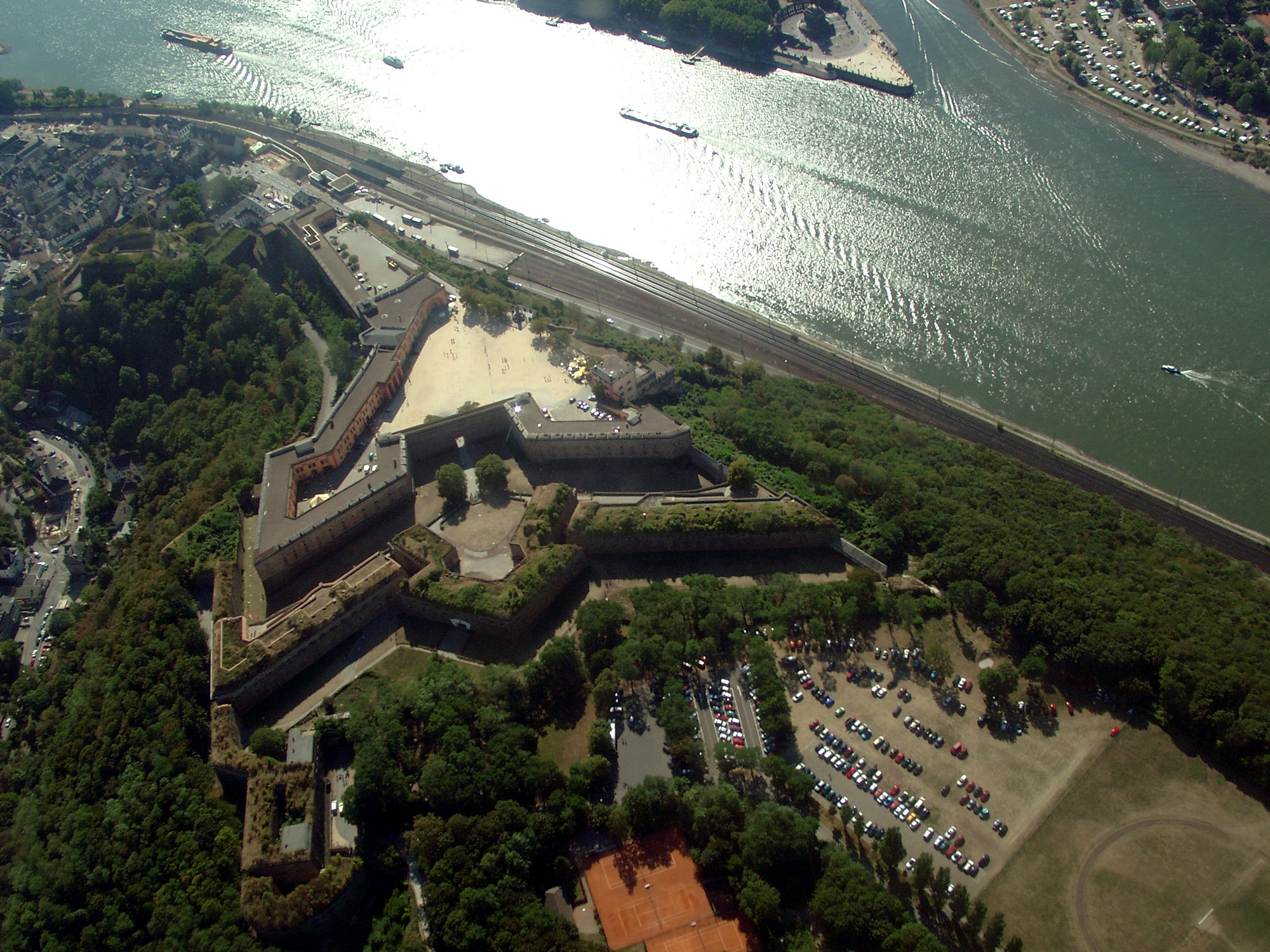
Крепость Эренбрайтштайн

#### Мозель/Айфель
В речной долине Мозеля много горных замков. Особенно примечательны здесь имперский замок Кохем, а также замок Турант с её обеими главными башнями (Бергфридами). Если покинуть долину в направлении севера в Айфеле, можно попасть в замок Эльц около Мюнстермайфельда, изображение которого украшало купюру в 500 немецких марок третьей серии. Подобно замку Бюрресхайм и крепости Лиссинген, это один из немногих замков, который никогда не был разрушен.
В Майене, с его сохранившимися средневековыми городскими укреплениями, возвышается Геновевабург и недалеко от города находится замок Бюрресхайм, который никогда не был завоеван или разрушен. Другими важными замками в Айфеле были Нойербург, замок Шёнеккен и два замка Мандершайда.

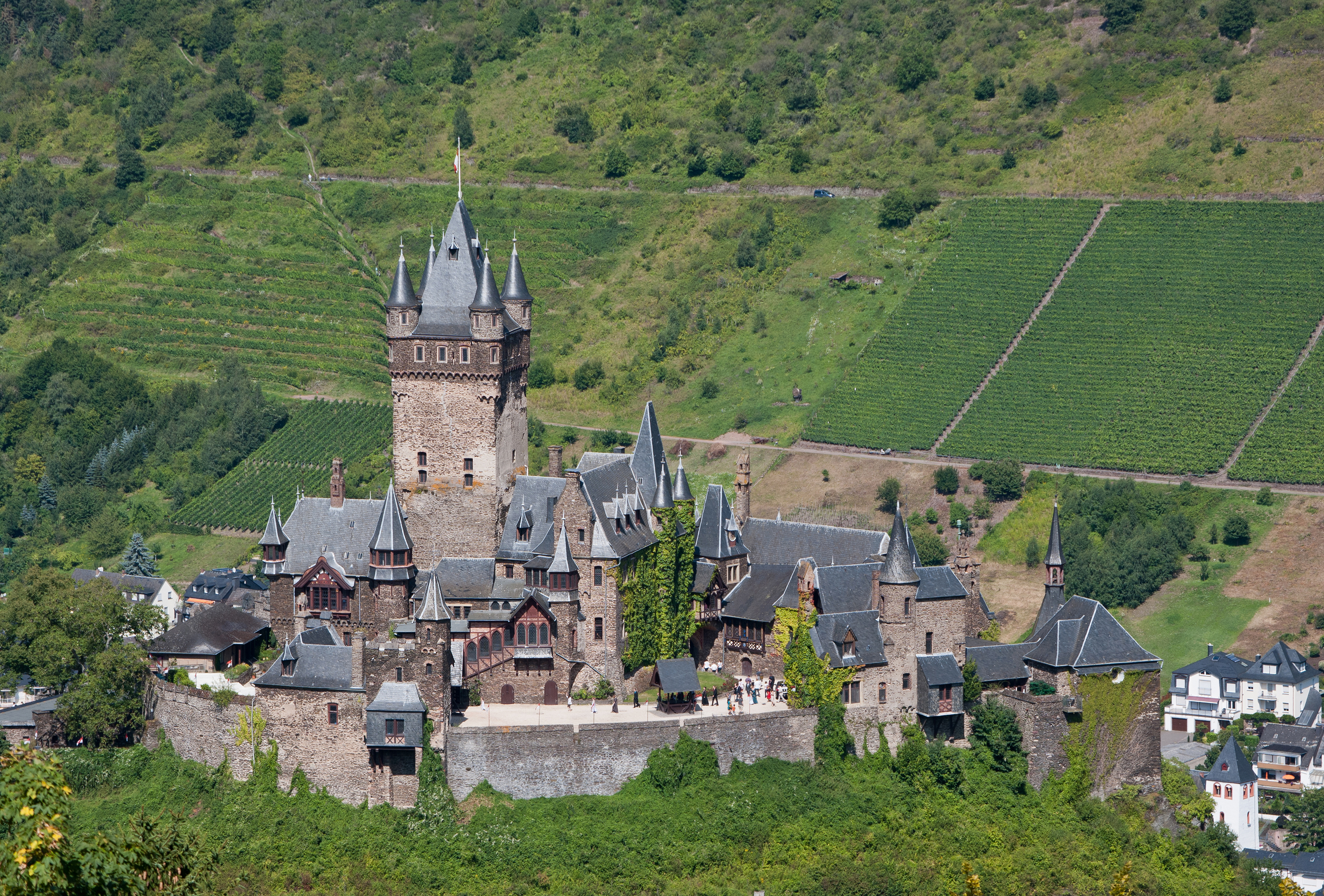
Замок Кохем
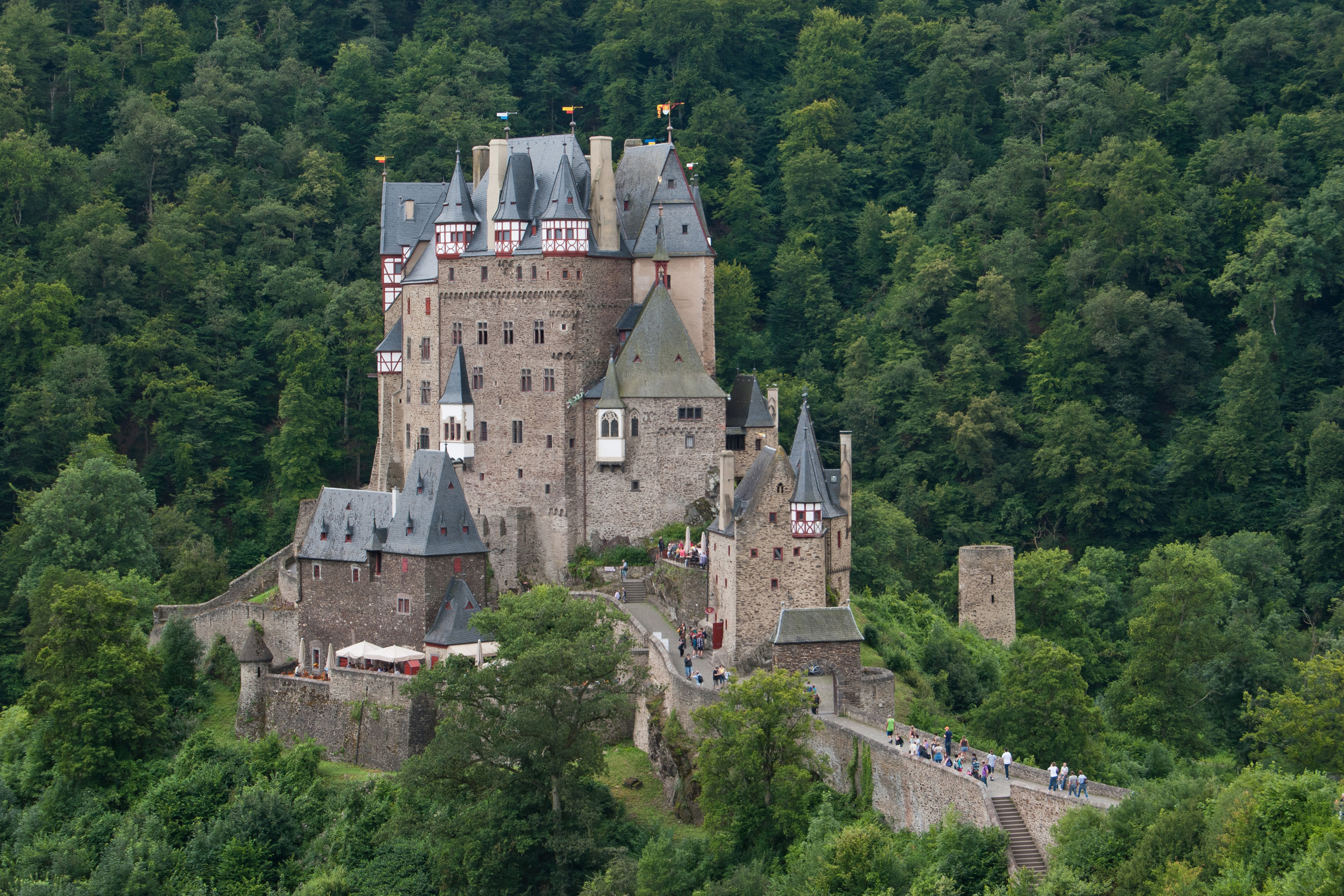
Замок Эльц
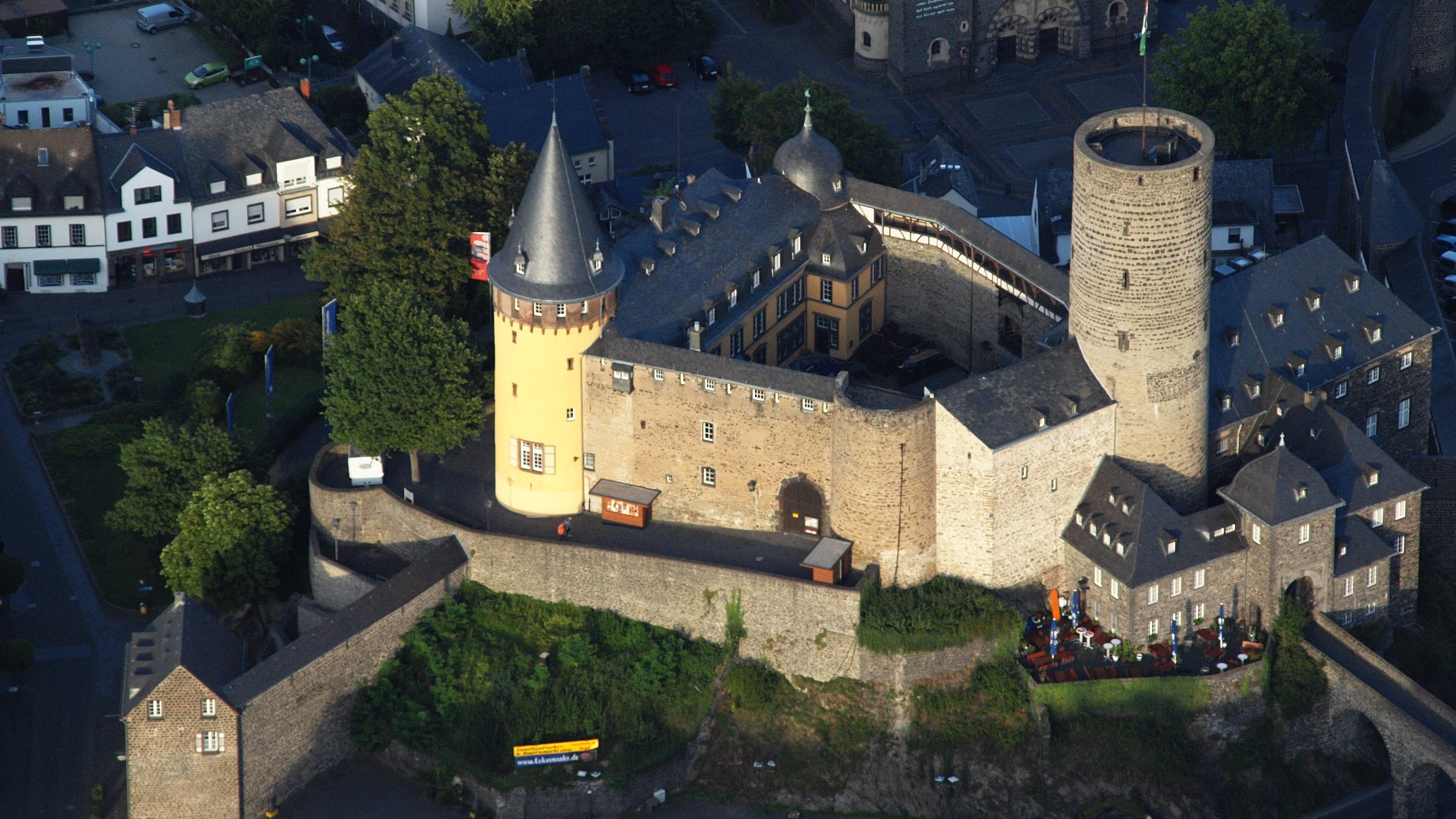
Замок Геновевабург
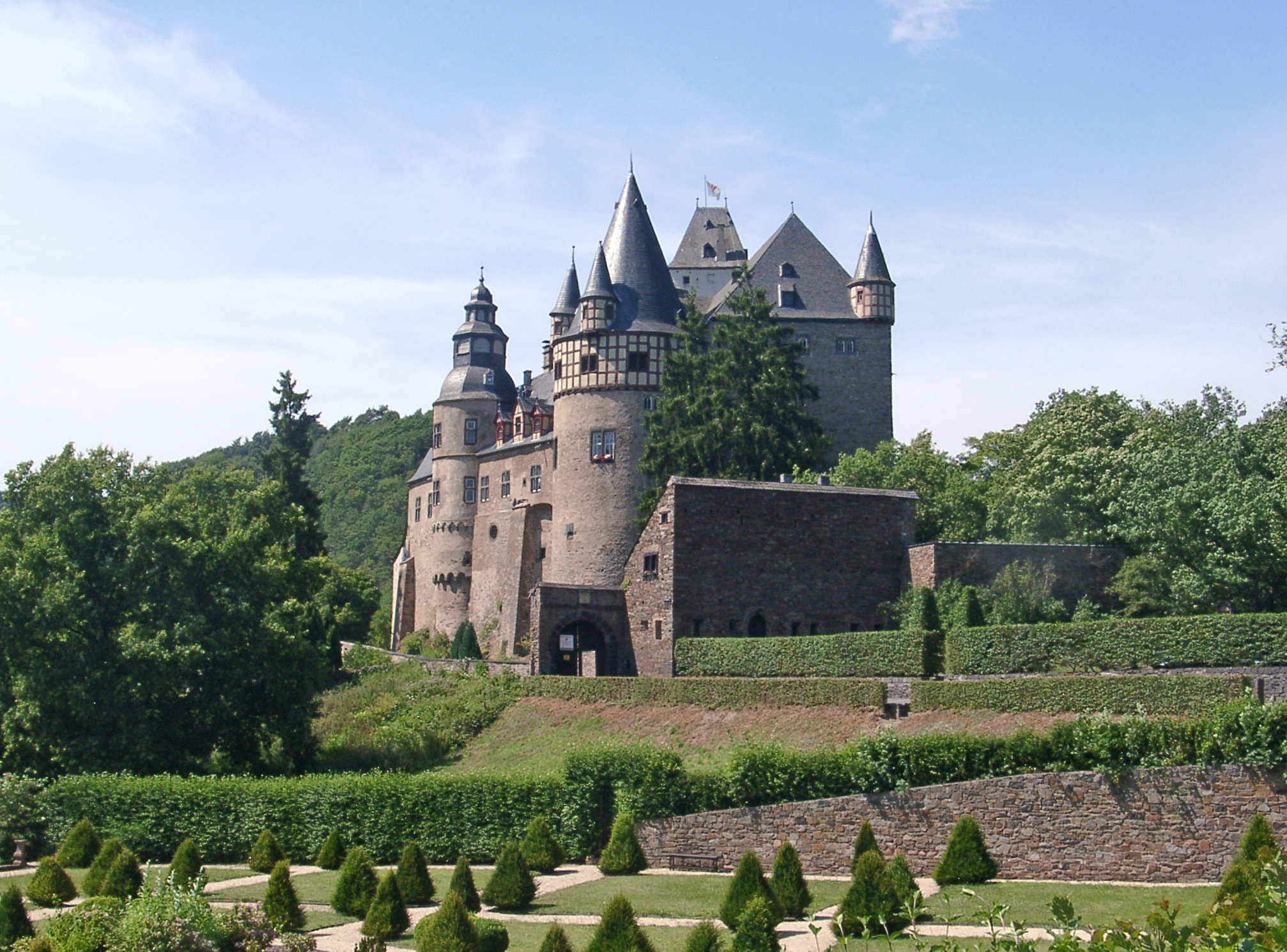
Замок Бюрресхайм
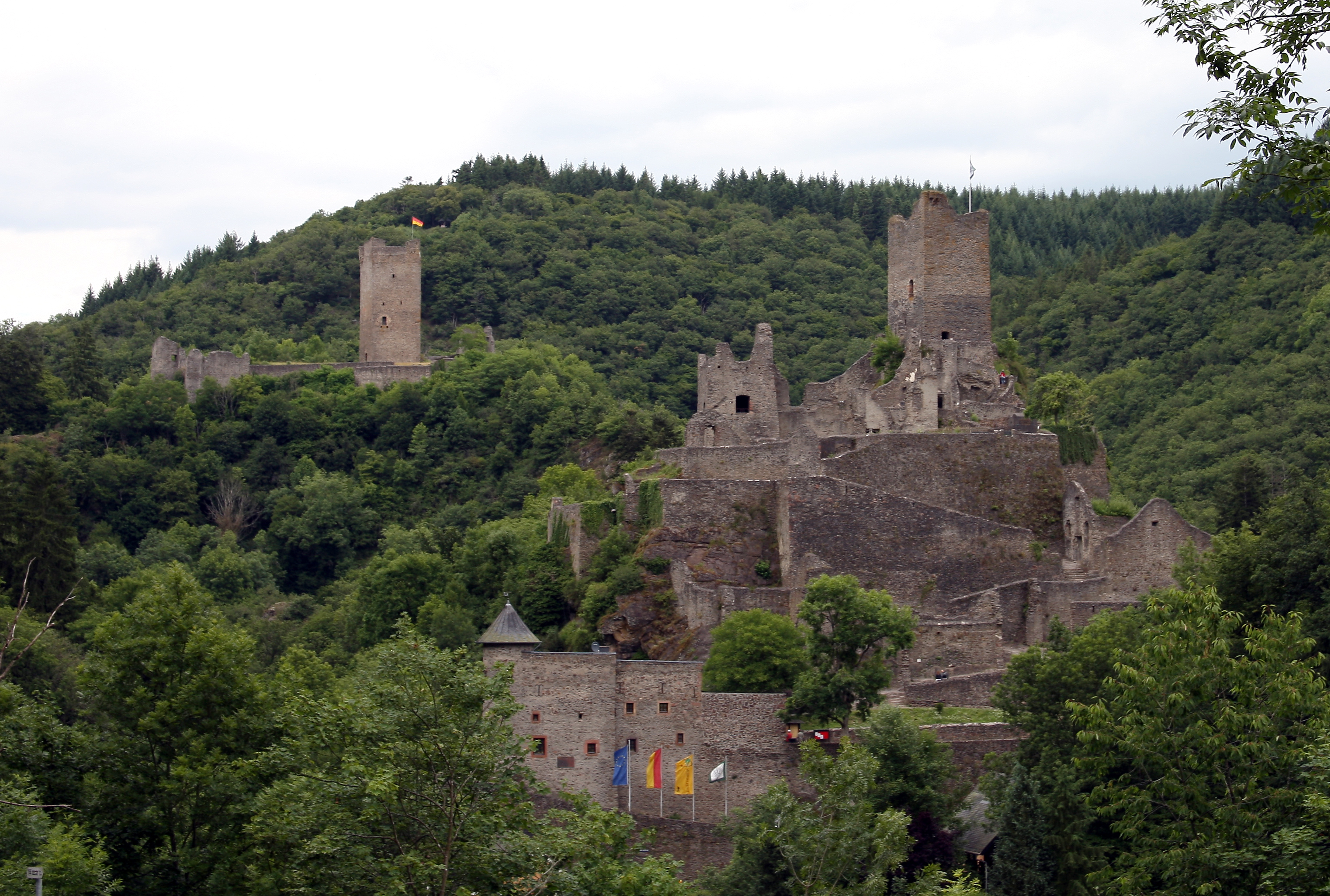
Замки Мандершайда[вд]
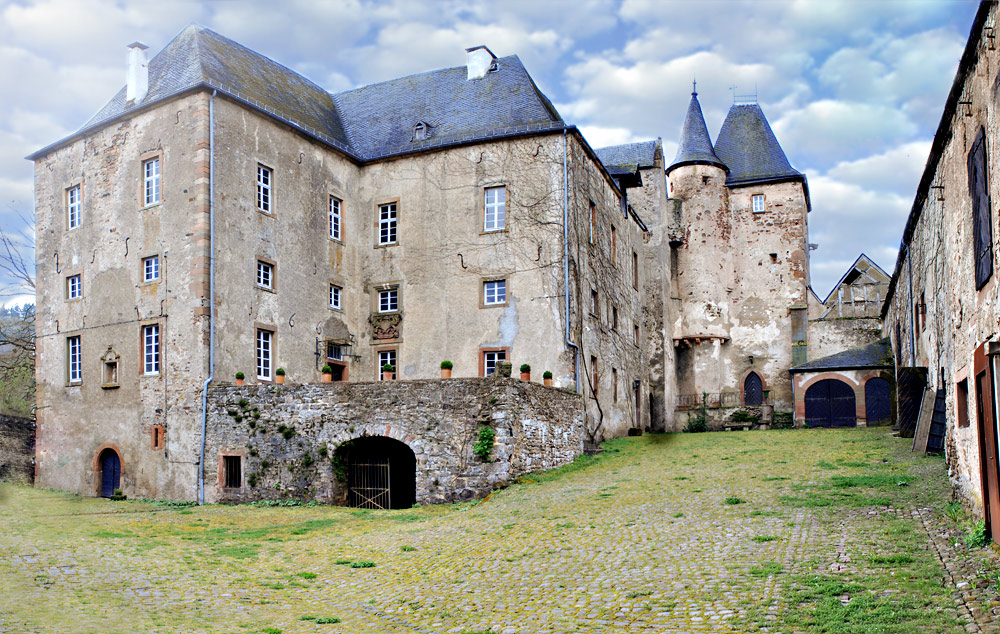
Замок Лиссинген

#### Хунсрюк
На вершинах Хунсрюка находятся многочисленные замки, в основном руины. Некоторые замки частично восстановлены и, таким образом, доступны для посетителей. Следует отметить крепость Кастеллаун, крепость Бальдуинсек, Шмидтбург, замок Вальдек, Эренбург и крепость Бальденау, один из немногих замков на воде в Хунсрюке. Важными замками являются обитаемый замок Гемюнден, а также замок Зиммерн. Относительно немногие останки находятся в более старых замках, частично кельтского происхождения: Альтбург в Бунденбахе, Альтебург в Соонвальде, замок Коппенштайн, Вильденбург и Рингкопф.

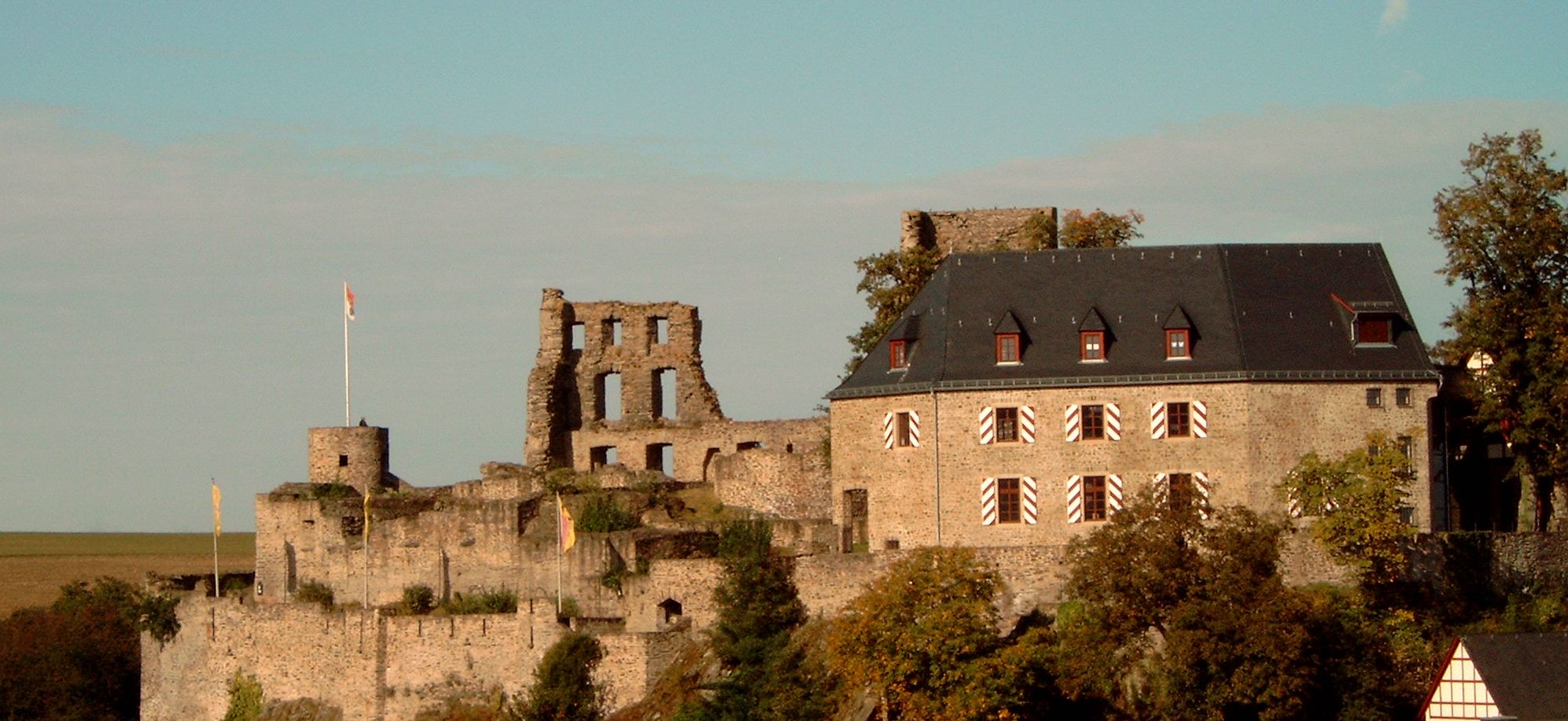
Крепость Кастеллаун
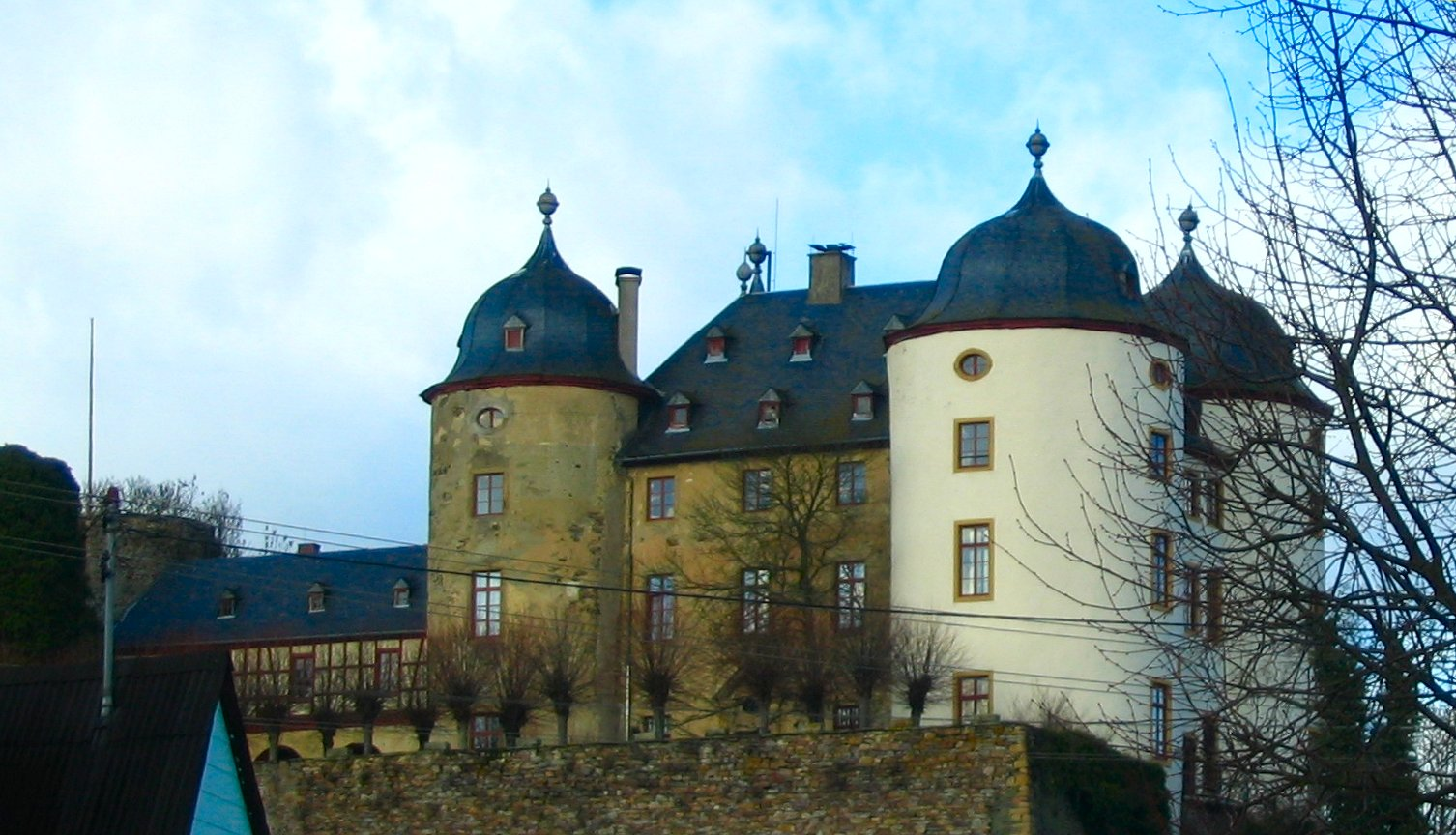
Замок Гемюнден
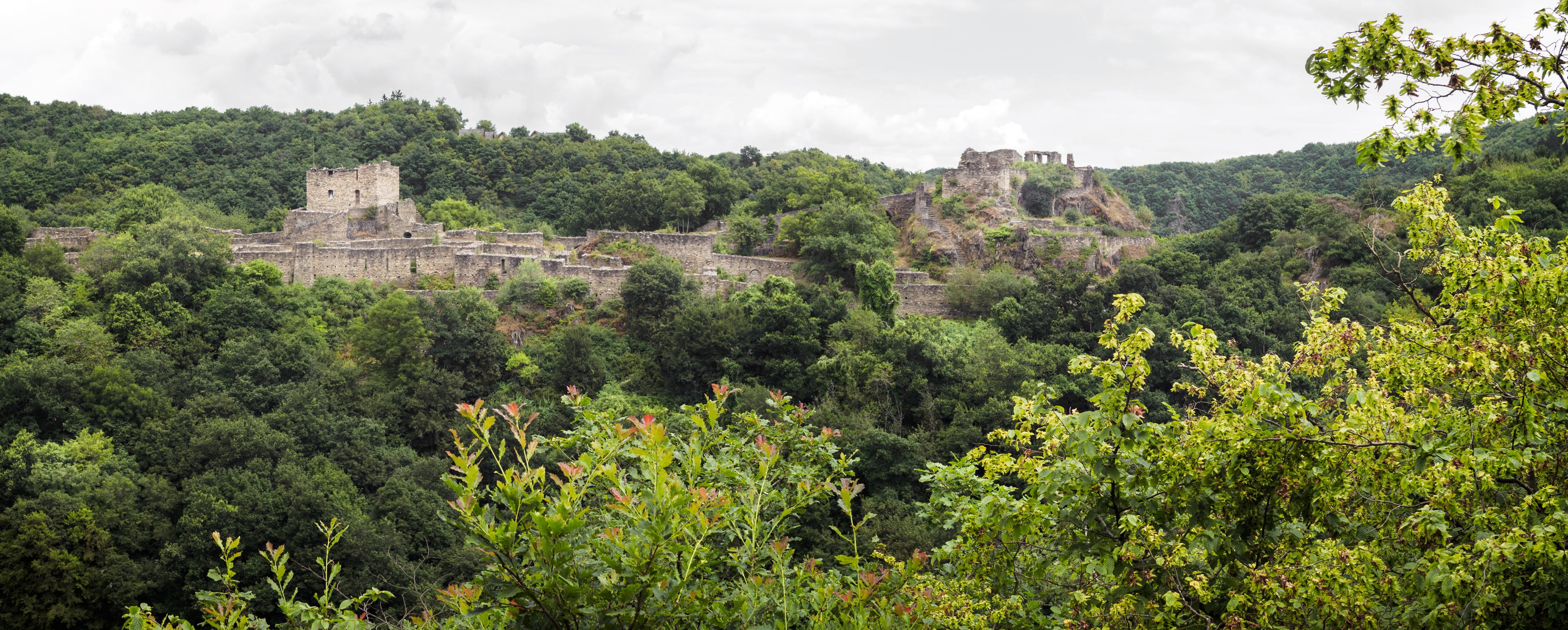
Шмидтбург
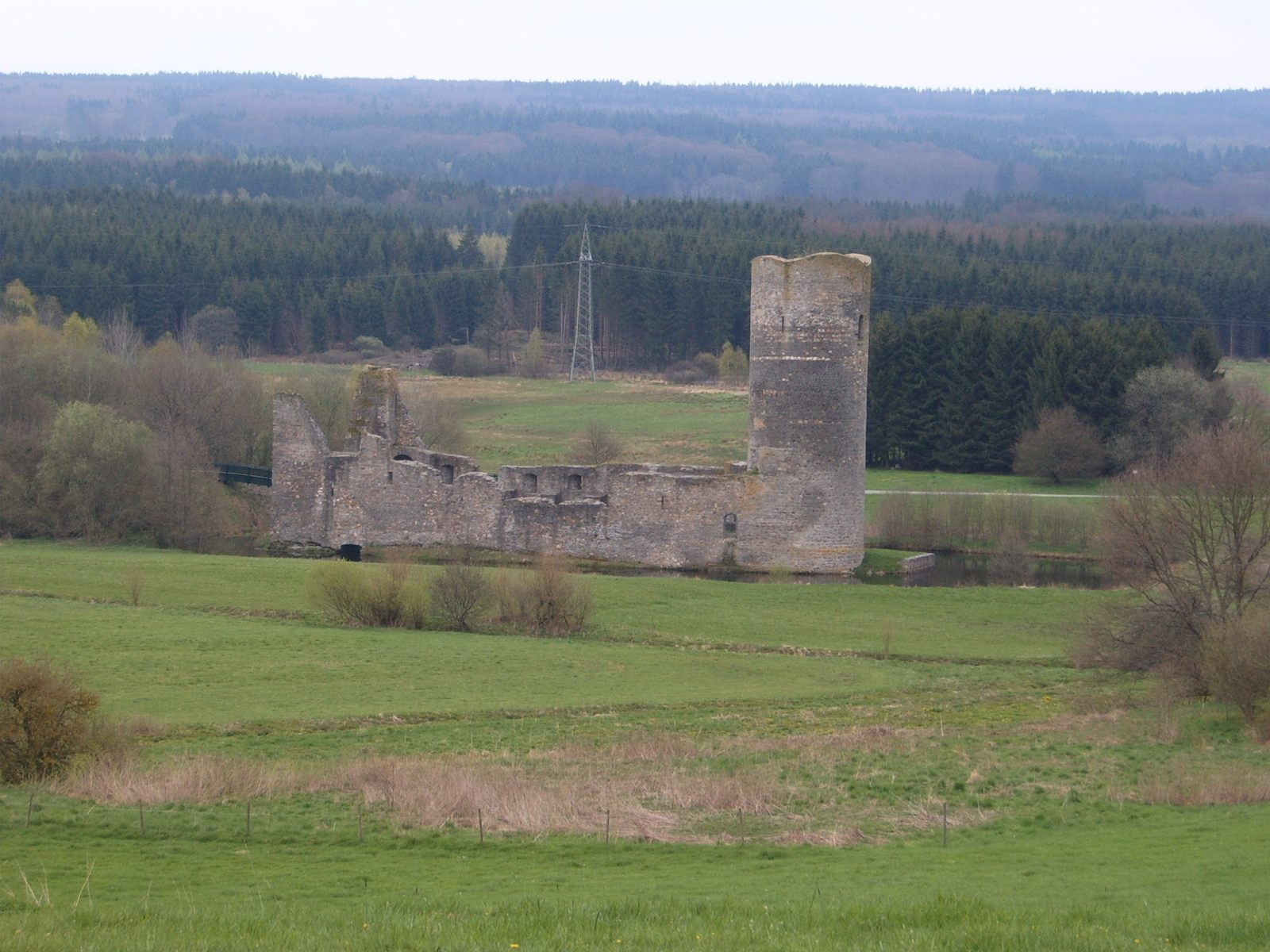
Крепость Бальденау

#### Пфальц
В средние века, с увеличением влияния княжеской Салической династии, на территории сегодняшнего Пфальца появился один из центров власти на немецкой земле. Одним из самых важных замков был имперский замок Трифельс; здесь одно время хранились императорские регалии, и самым известным пленником был английский король Ричард Львиное Сердце. Замки рода Лейнинген вдоль северной половины германского винного пути вошли в историю — например, населенный Берварштайн предполагаемого барона-разбойника «Ганс Трапп». В своем осажденном замке Нанштайн в 1523 году умер от смертельного ранения «последний рыцарь» Франц фон Зиккинген. В более поздней истории замок Хамбах недалеко от Нойштадт-ан-дер-Вайнштрасе был местом проведения Хамбахского праздника и с тех пор стал символом немецкого демократического движения.

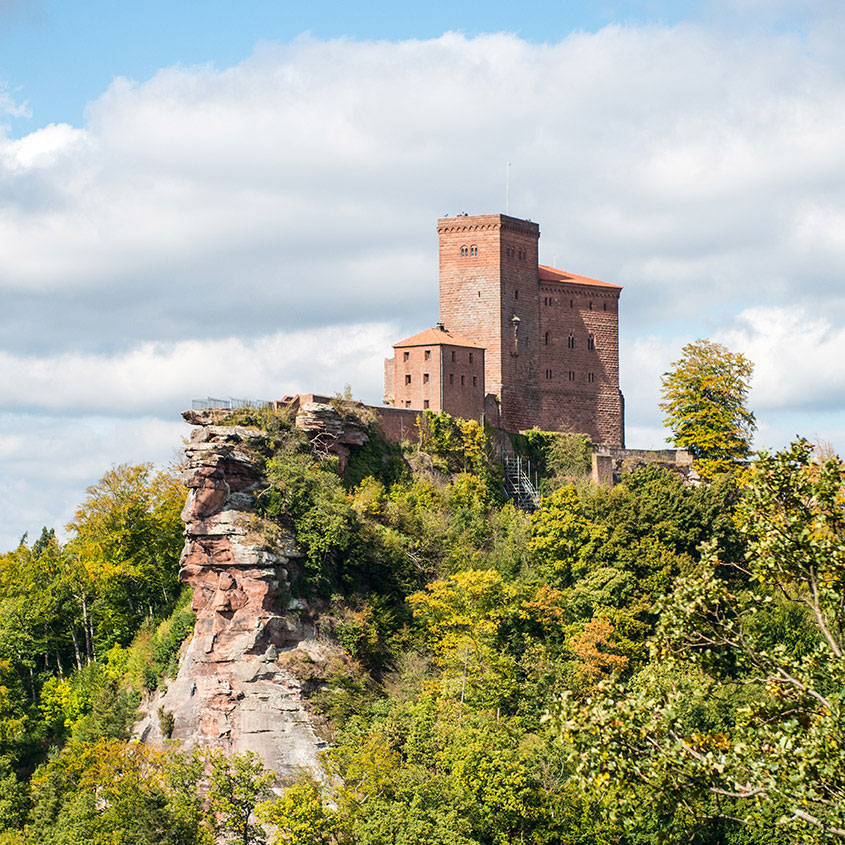
Замок Трифельс
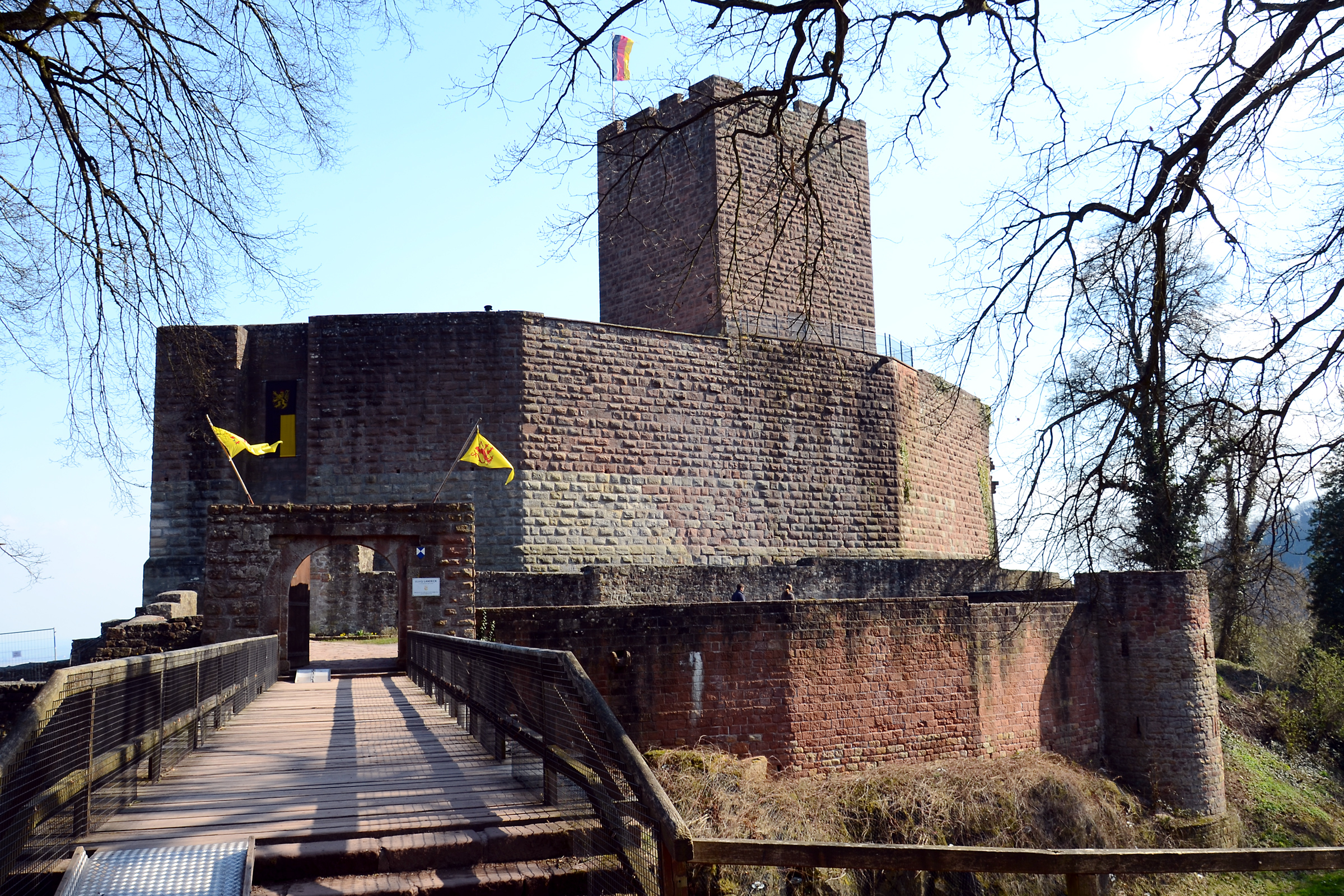
Замок Ландек
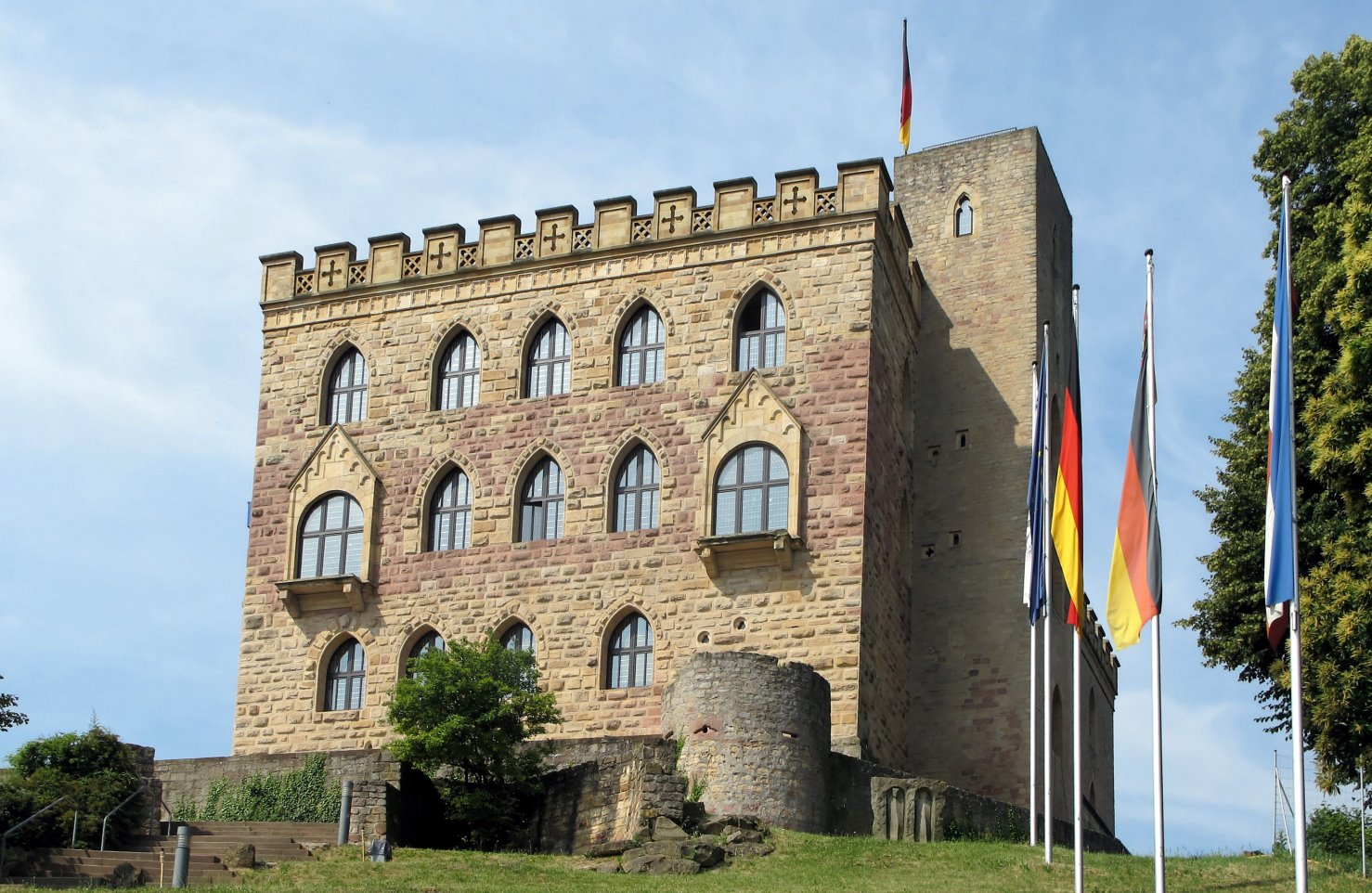
Хамбахский замок
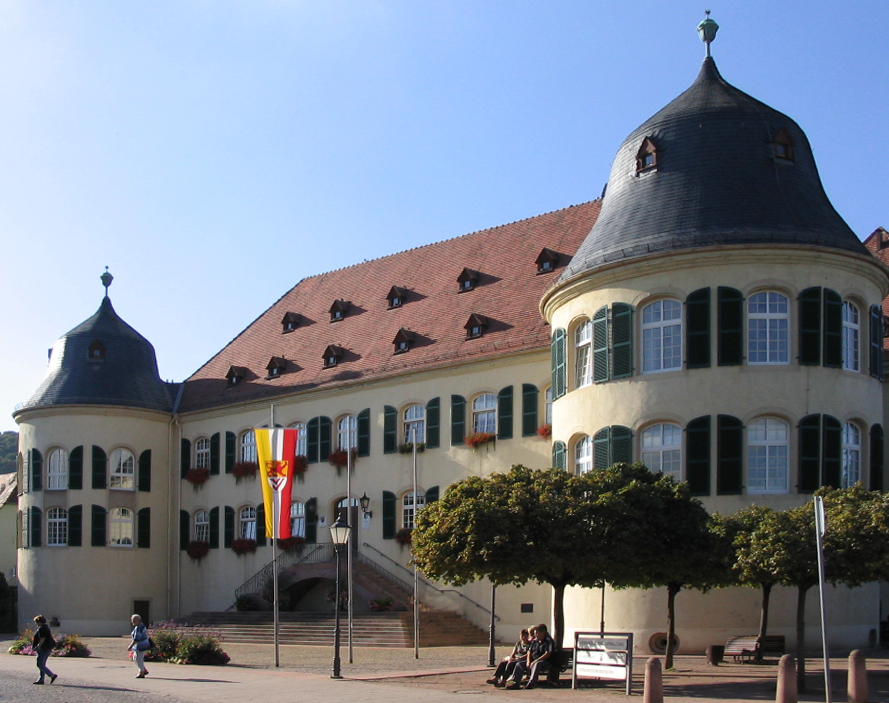
Замок Бергцаберн
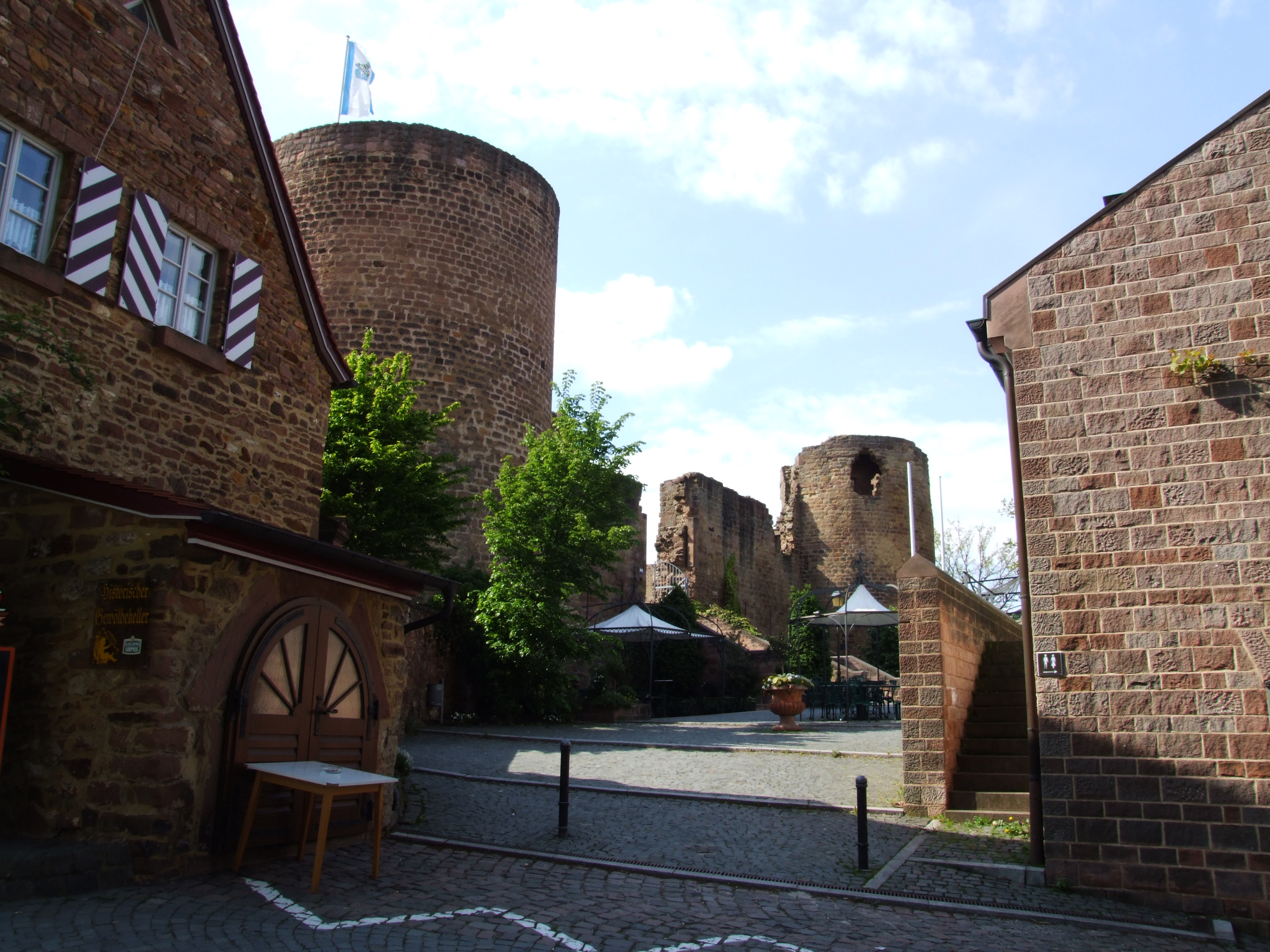
Замок Нойлайнинген

## Инфраструктура

### Воздушный транспорт
Самым большим аэропортом в земле Рейнланд-Пфальц является аэропорт Франкфурт-Хан, который находится в коммуне Хан (Хунсрюк). Его не следует путать с аэропортом Франкфурта, который находится примерно в 100 километрах. Был преобразован в 1993 году из военного аэродрома США в гражданский аэропорт. В пассажирских перевозках обслуживает в основном различные бюджетные авиакомпании, в частности Ryanair. Второй аэропорт с регулярными, а также международными соединениями — это аэропорт Цвайбрюккен, который был преобразован из авиабазы Цвайбрюккен.
Небольшие аэродромы расположены в Битбурге, Кобленц-Виннингене, Лахен-Шпайердорфе, Майнц-Финтене, Пирмазенсе, Шпайере, Трир-Фёрене и Вормсе.

### Дорожное движение
С севера на юг проходят федеральные автомагистрали А 1, А 3, А 60, А 61, А 62, А 63 и А 65, с запада на восток — A 6, A 8, A 48, A 64, A 602 и A 650. Около 861 км автострады проходят через Рейнланд-Пфальц. Самый длинный автодорожный туннель длиной 1540 метров — Мальбергтуннель возле Бад-Эмса.

### Железнодорожный транспорт
Наиболее важными узами междугородного железнодорожного пассажирского транспорта являются Майнцский вокзал, Кобленцский вокзал, вокзал Людвигсхафен-ам-Райн, вокзал Монтабаур, вокзал Нойштадт-ан-дер-Вайнштрасе, Трирский вокзал и вокзал Кайзерслаутерна. Наиболее важными железнодорожными линиями считаются правосторонняя (Кёльн — Висбаден) и левосторонняя (Кёльн — Майнц) рейнские линии, а также и железнодорожная линия Майнц — Мангейм. Вдоль Мозеля проходит мозельская линия (Кобленц — Трир), через Вестервальд проходит Высокоскоростная железная дорога Кёльн — Франкфурт-на-Майне, построенная в 2004 году. С Парижем связь проходит через Пфальцский лес по линии Мангейм — Саарбрюккен. Самый длинный в Рейнланд-Пфальце железнодорожный туннель (4205 метров) — это туннель Кайзера Вильгельма около Кохема.

### Водные пути и порты
Рейн — самый важный водный путь в Рейнланд-Пфальце. Также важны Мозель и Саар для пассажирских и грузовых перевозок. Лан является судоходным в среднем и нижнем течении, но используется в основном для туризма.
Порт в Людвигсхафен-ам-Райн — самый большой и эффективный общественный порт в Рейнланд-Пфальце и один из самых важных речных портов в Германии.
Его площадь более 150 гектаров, обрабатывает от 7 до 8 миллионов тонн товаров в год. В 2011 году был открыт контейнерный терминал таможенного и речного порта Майнца. Он занимает площадь в 8 гектаров, пригодную для хранения 10 300 TEU, ежегодно обрабатывает 1,3 миллиона тонн грузов и обслуживает 2200 кораблей. Другие важные речные порты находятся в Андернахе (годовой оборот более 2,8 млн тонн), а также в Гермерсхайме, Вормсе, Бендорфе, Кобленце, Вёрт-ам-Райне и Трире.

## Спорт

### Футбол
В сезоне 2018/19 играет «Майнц 05» в высшем немецком классе по футболу, бундеслиге. Четырёхкратный чемпион Германии «Кайзерслаутерн» выступает в 3-й лиге, после вылета из 2-й лиги 2018 году. Впервые в своей истории клуб опустился на столь низкий уровень.
В существующей с сезона 2012/13 Региональной лиге «Юго-Запад» играют в розыгрыше 2018/19 три команды из Рейнланд-Пфальца: Ворматия, «Майнц 05» II и Пирмазенс.
Женская команда клуба «Бад-Нойенар 07», основанная в 1969 году, выиграла чемпионат Германии в 1978 году. Клуб был одним из основателей Чемпионата Германии по футболу среди женщин. Первым чемпионом Германии по женскому футболу в 1974 году стала «ТуС Вёрштадт», которая также играла с 1993 по 1996 год в женской футбольной бундеслиге. Женская футбольная команда «ТуС Нидеркирхен» (сегодня «Нидеркирхен 08») в 1993 году выиграла чемпионат Германии. Кроме того, клуб «Нидеркирхенер» был одним из основателей женской футбольной лиги и играл в ней до 2000 года, затем в сезоне 2003/04 году.

### Автоспорт

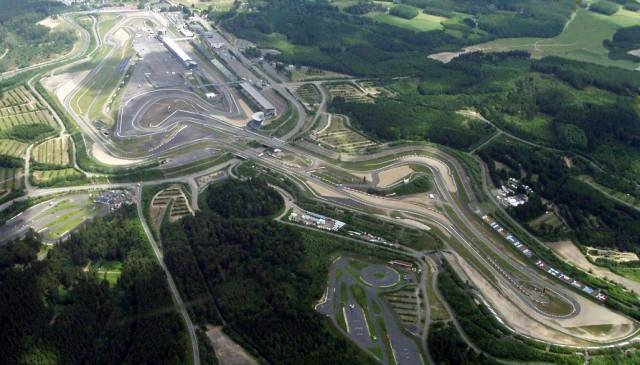
Трасса Нюрбургринг

На гоночной трассе Нюрбургринг в горах Айфель регулярно проводятся различные гоночные мероприятия, такие как гонки Формулы-1, Гран-при Германии и Гран-при Европы. С 2002 Ралли Германии, проходящие на этой трассе, являются частью Чемпионата мира по ралли. Также необходимо упомянуть традиционный Спидвей в Херксхайм-бай-Ландау, проходящая в день Вознесения Господне и собирающая до 20.000 зрителей, спидвей в Альтрипе, проходяций в день Праздника Тела и Крови Христовых, а также спидвей на траве в городе Цвайбрюккен.